# Aiko Kempen

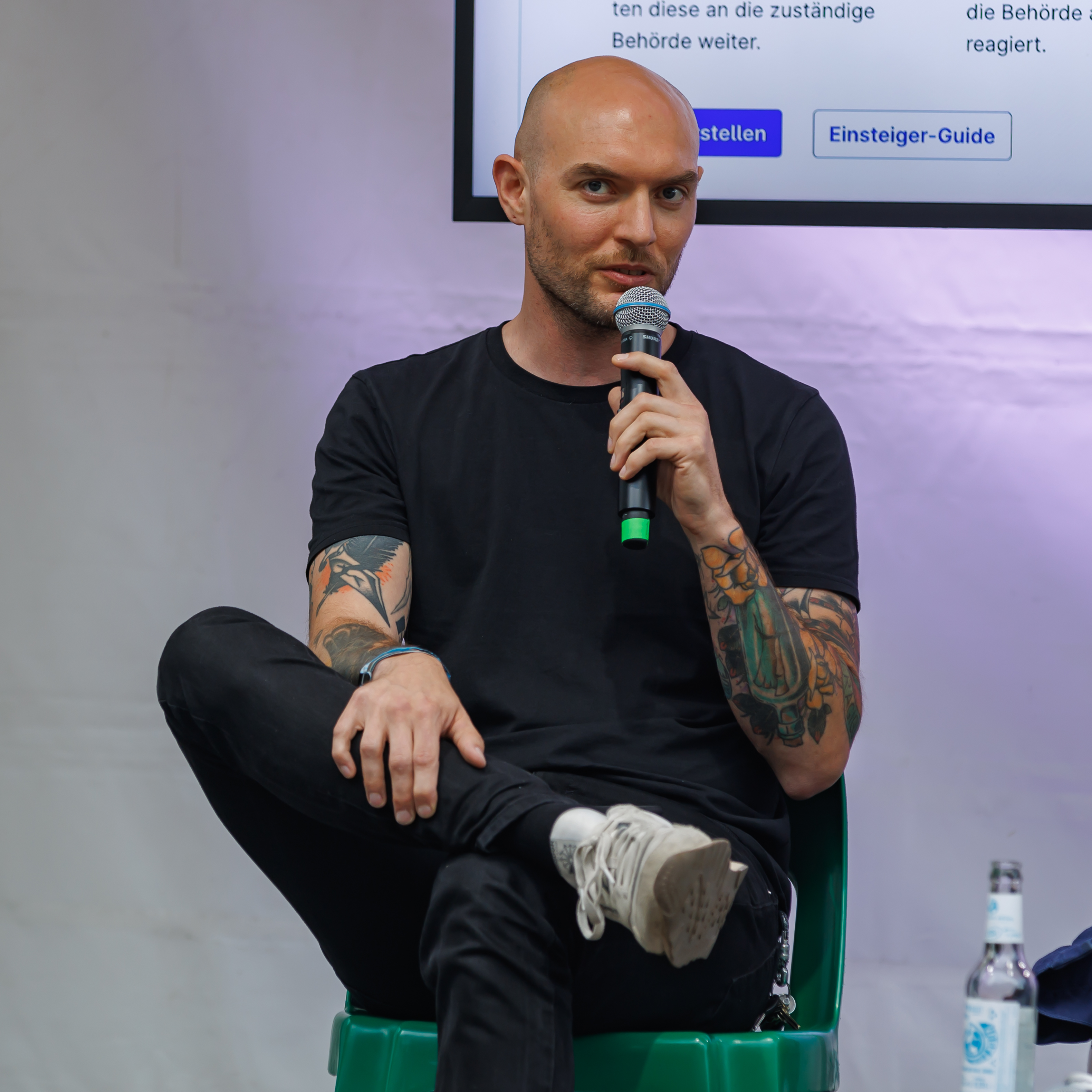
Kempen (2024)

Aiko Kempen (* 1984 in Bonn) ist ein deutscher Investigativ-Journalist, Musiker und Autor aus Leipzig.

## Journalistische Tätigkeiten
Kempen arbeitet seit 2022 für das Aufklärungsportal FragDenStaat, bei dem er unter anderem die bis dahin unter Verschluss gehaltenen NSU-Akten öffentlich zugänglich machte und die geheime rechtsextreme Chatgruppe „Itiotentreff“ von mehreren Frankfurter Polizisten veröffentlichte. Gemeinsam mit Journalisten des ZDF Magazin Royale deckte er die „absurdeste Steueroase Deutschlands“ auf: eine kleine Holzhütte im schleswig-holsteinischen Sachsenwald, in der rund zwei Dutzend teils millionenschwere Firmen ihren offiziellen Sitz haben und ihre sehr niedrigen Gewerbesteuern nicht in öffentliche Kassen, sondern an den Waldbesitzer Gregor Graf von Bismarck zahlen. Davor war er unter anderem für Ippen Investigativ, BuzzFeed News und für das ARD-Magazin Monitor tätig. Seine Beiträge erschienen in der taz, Vice Online, im Tagesspiegel, im SZ-Magazin, in der Zeit, Neues Deutschland, bei der Satirezeitschrift Titanic, früher auch bei kleineren Medien wie dem Antifa Infoblatt, dem Greenpeace Magazin und dem Fuze Magazine. Mit Marcus Engert deckte er die bis dahin unbekannte rechte Vergangenheit des Bundespolizei-Professors Stephan Maninger auf. 2021 veröffentlichte er ein Buch über rassistische und neonazistische Tendenzen bei der bundesdeutschen Polizei im Europa Verlag. Kempen leitete bis 2020 die Online-Redaktion des Magazins Kreuzer. An der Akademie für Publizistik in Hamburg lehrt er investigative Recherche und ist Mitbegründer der Schweizer Storytelling-Agentur Elephant Stories. 2023 war er Jurymitglied und Preisredner für den „Investigative Journalism for Europe Impact Award“ des European Centre for Press and Media Freedom.

### Inhaltliche Schwerpunkte
Schwerpunkt von Kempens Arbeit ist die kritische Behördenbeobachtung, speziell Phänomene wie Polizeigewalt oder Verstrickung von rechtsextremen Strukturen und staatlichen Institutionen. Er begleitete zum Beispiel die Nachbereitung der Silvester-Ausschreitungen 2020 im Leipziger Stadtteil Connewitz. Als Ergebnis seiner Recherchen über die Falschdarstellungen der Polizei verloren zwei Leipziger Polizeisprecher ihre Posten. Kempen kommentierte in unterschiedlichen Medien die Verfahren gegen die vermeintliche Linksextremistin Lina E. im sogenannten Antifa-Ost-Verfahren. In dem Zusammenhang verklagte er das Landeskriminalamt Sachsen. Gemeinsam mit der Gesellschaft für Freiheitsrechte reichte er Verfassungsbeschwerde gegen die Novelle des Sächsischen Polizeigesetzes ein. Kempen ist häufiger Interview-Partner, auch bei kleineren Medien, bei Podcasts und im Fernsehen. Er ist als Referent regelmäßig auf Vorlesungsreisen. 2021 sprach er beim Copbird Hackathon in Leipzig. Ebenfalls 2021 veröffentlichte er einen Gastbeitrag in einem Sammelband über Demokratiefeindlichkeit unter Corona-Leugnern.

### Veröffentlichung von NSU-Akten
Gemeinsam mit dem Moderator Jan Böhmermann und dem Journalisten Arne Semsrott veröffentlichte Aiko Kempen die NSU-Akten. Danach entbrannte eine mediale Debatte über das Versagen des Verfassungsschutzes, die Taten des NSU zu unterbinden. Der Verfassungsschutz Hessen erstattete anschließend Anzeige gegen Unbekannt. Der Verfassungsschutz hatte ursprünglich für die Dokumente eine Sperrfrist von 120 Jahren vorgesehen, die jedoch auf 30 Jahre reduziert wurde. Einhergehend mit der durch die Veröffentlichung aktualisierten bundesweiten Debatte um die Rolle des Verfassungsschutzes wurde auch dessen Transparenzpflicht erneut diskutiert.

### Sächsische Behörden
Teile von Kempens Arbeit entfallen auf den Komplex sächsischer Landespolitik und Polizeiarbeit, wobei hierbei mitunter groteske Zusammenhänge beleuchtet werden: So berichtete er zum Beispiel bei VICE Online über eine satirische Plakatkampagne der PARTEI, bei der sächsische Ministerpräsident Michael Kretschmer und andere hochrangige CDU-Mitglieder humoristisch verarbeitet wurden; an anderer Stelle schrieb er über eine polizeiliche Razzia wegen Wasserbomben, die gegen deutsche WM-Fans eingesetzt wurden. Andererseits werden aber auch politisch weitreichende Vorgänge beleuchtet, zum Beispiel die Kriminalisierung von Drogennutzern oder Racial Profiling durch die sächsischen Behörden.

### Connewitz
Kempen recherchiert und veröffentlicht regelmäßig zum von der Öffentlichkeit teilweise als Hochburg der linken und alternativen Szene wahrgenommenen Leipziger Stadtteil Connewitz. Durch Szenekontakte, anonyme Hinweisgeber und Recherche gelangt er an Stimmen, Einschätzungen und Dokumente aus dem Stadtteil zu kontroversen Themen. Kempens besondere Aufmerksamkeit galt außerdem der Aufbereitung des Neonazi-Überfalls auf den Stadtteil, dem sogenannten Sturm auf Connewitz, sozialpolitischen Themen wie Gentrifizierung als auch die Berichterstattung zu fragwürdiger polizeilicher Behördenpraxis.

## Auszeichnungen
- European Press Prize 2025 (Kategorie „Investigative Reporting“, Runner-Up)[50]
- Journalist des Jahres 2024 (Kategorie „Team“, 3. Platz)[51]

## Trivia
Kempen begründet seine Motivation für Investigativjournalismus und gesellschaftskritischen Aktivismus im Rahmen verschiedener Interviews und Porträts. Kempen berichtete u. a. vom Mord an dem russischen Antifaschisten Aleksandr Ryukhin während eines Konzertes seiner Band im Jahr 2006 und dem Mord am Tour-Security und Antifa-Aktivisten Ivan „Vanya Kostolom“ Khutorskoy.

### Weitere Aktivitäten
Aiko Kempen war bis zu deren Auflösung Gitarrist der Melodic-Hardcore-Band Tackleberry und spielt heute bei der Leipziger Pop-Punk-Band Chartreux. Kempen war außerdem als Sänger und Gitarrist an Einzelprojekten von Sick of It All und Warehouse beteiligt.
Aiko Kempen trainiert und lehrt Thai-Boxen beim Leipziger Kampfsportverein 8 Weapons.

## Veröffentlichungen (Auswahl)
- „Es ist Krieg“: Der „Sturm“ auf Connewitz und die sächsischen Behörden. In: H. Kleffner, M. Meisner (Hrsg.), Extreme Sicherheit. Herder Verlag, 2019, ISBN 978-3-451-38561-2.

- Auf dem rechten Weg? Rassisten und Neonazis in der deutschen Polizei. Europa Verlag, 2021, ISBN 978-3-95890-350-0.
- Sächsische Verhältnisse. In: O. Decker, F. Kalkstein, J. Kiess (Hrsg.), Demokratie in Sachsen. Edition Überland, 2021, ISBN 978-3-948049-17-1.
- Die Polizei auf Coronademonstrationen: Selbsternannte Widerstandskämpfer oder verhasste Merkelschergen, in: H. Kleffner, M. Meisner (Hrsg.), Fehlender Mindestabstand. Herder Verlag, 2021, ISBN 978-3-451-39037-1.
- Die blaue Mauer des Schweigens – Polizist:innen, die still bleiben, wenn sie reden sollten. In: Jahrbuch Öffentliche Sicherheit (JBÖS) 2022/2023, Verlag für Polizeiwissenschaft, ISBN 978-3-86676-780-5.